# دکابانک
دکابانک (آلمانی: DekaBank) Deutsche Kapitalanlagegesellschaft شرکت خدمات مالی و بانکداری آلمانی است، که در سال ۱۹۱۸ تأسیس شد.